# ВВР-ц
ВВР-ц — исследовательский водо-водяной ядерный реактор бассейнового типа.
Реактор предназначался для работ по радиационной химии. С 1980 года приоритетное использование реактора — наработка изотопной продукции. Ведётся наработка молибдена-99, иода-131, самария-153, углерода-14, железа-59.
Позже началось облучение полупроводников с целью получения ядерно-легированного кремния.
С 1980 года проведено несколько модернизаций реактора. Ведется проработка замены корпуса реактора с целью модернизации по проекту ИВВ-10(М).